# Sabiene Karlsson
Sabiene Laila Elisabeth Karlsson, född 28 mars 1962 i Häverö, är en svensk före detta skidskytt.
Karlsson ingick i det framgångsrika svenska stafettlaget som tog medalj i tre raka Skidskytte-VM under slutet av 1980-talet. Vid Skidskytte-VM 1986 i Falun tog Karlsson tillsammans med Eva Korpela och Inger Björkbom  silvermedaljen efter Sovjet och vid Skidskytte-VM 1988 i Chamonix tog Karlsson, Korpela och Björkbom bronsmedaljen efter Sovjet och Norge.